# Austro-węgierska wyprawa na biegun północny
Austro-węgierska wyprawa na biegun północny – austro-węgierska wyprawa polarna na trójmasztowej barkentynie Admiral Tegetthoff, zorganizowana w latach 1872–1874 pod dowództwem Juliusa Payera i Karla Weyprechta, mająca na celu poznanie mórz arktycznych i ewentualne dotarcie do bieguna północnego. Jej efektem było odkrycie 30 sierpnia 1873 r. archipelagu Ziemia Franciszka Józefa. Od marca do maja 1874 r. członkowie ekspedycji podczas trzech pieszych wypraw dokonali pierwszych pomiarów kartograficznych w rejonie Ziemi Wilczka i Ziemi Zichy’ego, licznych obserwacji meteorologicznych oraz po raz pierwszy opisali tamtejszą florę i faunę.